# Torre de televisão de Tallinn

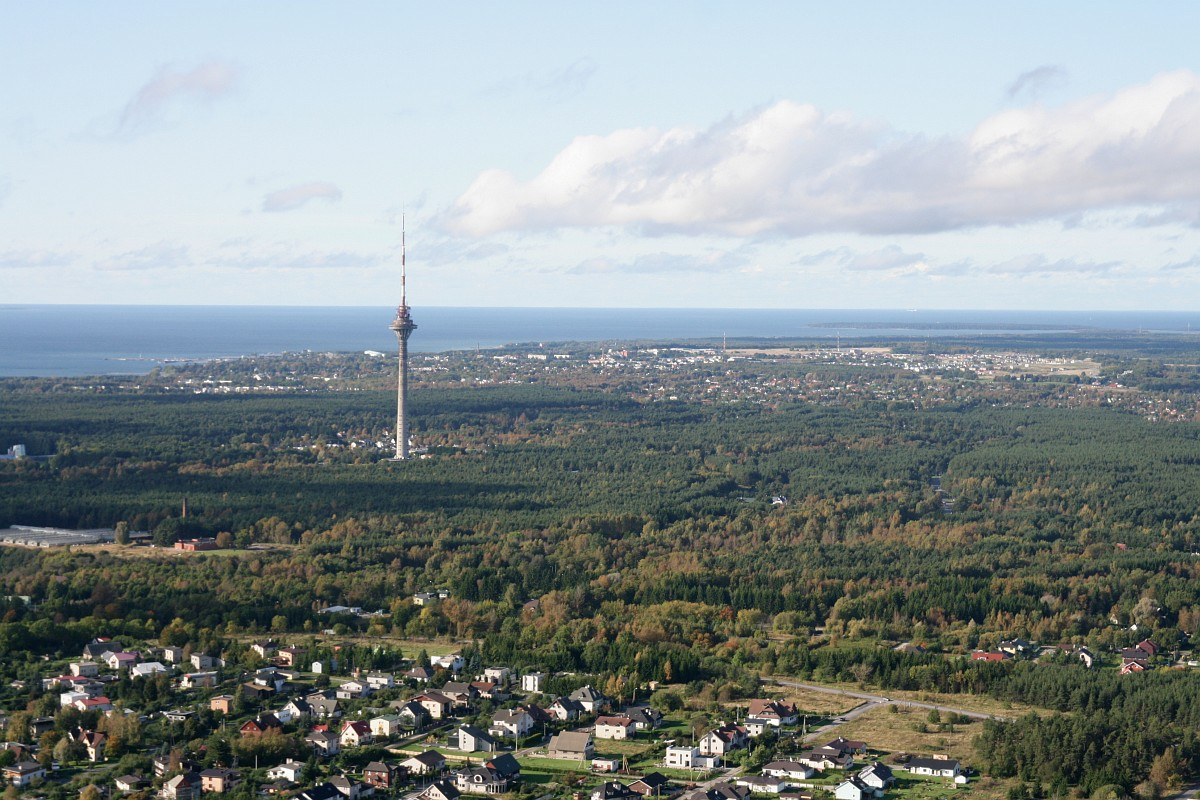
Torre de televisão de Tallinn

Torre de televisão de Tallinn foi construída em 1980 na cidade de Tallinn, Estónia. Tem 312,3 m (1025 pés) e, até julho de 2019, é a 33.ª torre de estrutura independente mais alta do mundo.